# 1969 في إسبانيا
فيما يلي قوائم الأحداث التي وقعت خلال عام 1969 في إسبانيا.

## سياسة

### تعيين في المنصب
- 1 يناير – أدولفو سواريث .
- 29 أكتوبر – توركواتو فيرنانديث-ميراندا .

### انتهاء فترة المنصب
- 1 أكتوبر – مانويل فراغا Minister of Information and Tourism  [لغات أخرى]‏.
- 7 نوفمبر – أدولفو سواريث .

## مواليد

### يناير
- 1 يناير – خالد إزري مغني مغربي.
- 1 يناير – كارمن اموراغا كاتبة إسبانية.
- 1 يناير – لوسيا سانشيز
- 11 يناير – ماريا تيودورا أدوراثيون روانو متسابقة دراجات إسبانية.
- 16 يناير – روي جونز جونيور
- 21 يناير – راؤول كانيدا
- 28 يناير – خورخي أوتيرو لاعب كرة قدم إسباني.

### فبراير
- 16 فبراير – فرمين كاتشو
- 26 فبراير – أندر غاريتانو

### مارس
- 1 مارس – خافيير باردم ممثل إسباني.
- 29 مارس – خوان كارلوس غاريدو

### أبريل
- 20 أبريل – ألبرتو هيريروس لاعب كرة سلة إسباني.

### مايو
- 17 مايو – جوان يانيراس دراج إسباني.
- 20 مايو – ألبرتو لوبيز
- 20 مايو – فرانسيسكو كابيلو درّاج طريق إسباني.
- 22 مايو – خوان كارلوس أغيليرا لاعب كرة قدم إسباني.

### يونيو
- 2 يونيو – أنيجو كويستا درّاج طريق إسباني.
- 29 يونيو – جوردي كوندوم

### يوليو
- 10 يوليو – مونشو لوبيز
- 14 يوليو – فران غونزاليز لاعب كرة قدم إسباني.
- 23 يوليو – ناتشو أزوفرا لاعب كرة سلة إسباني.

### سبتمبر
- 24 سبتمبر – جويا توليدو ممثلة إسبانية.
- 25 سبتمبر – ليون فيار بيلتران لاعب جودو إسباني.

### أكتوبر
- 5 أكتوبر – جبريل فيدال لاعب كرة قدم إسباني.
- 17 أكتوبر – خيسوس أنخيل غارثيا براغادو منافِس أوليمبي إسباني.
- 19 أكتوبر – دي جي سامي

### ديسمبر
- 1 ديسمبر – ماتيو غارالدا لاعب كرة يد إسباني.
- 18 ديسمبر – سانتياغو كانيزاريس لاعب كرة قدم إسباني.
- 31 ديسمبر – خافيير مانخارين لاعب كرة قدم إسباني.

## وفيات

### مايو
- 31 مايو – سيلفستر إيجوا (مواليد 1920) لاعب كرة قدم إسباني.

### يوليو
- 28 يوليو – رامون غراو (مواليد 1887)

### ديسمبر
- 9 ديسمبر – ليوناردو سيلاورين (مواليد 1912) لاعب كرة قدم إسباني.
- 27 ديسمبر – فرناندو دي اراندا (مواليد 1878)